# Vitalius ornatissimus
Espèce
Vitalius ornatissimus est une espèce d'araignées mygalomorphes de la famille des Theraphosidae.

## Distribution
Cette espèce est endémique du Brésil. Elle se rencontre au Tocantins, au Goiás, dans l'Ouest de Bahia et dans le District fédéral.

## Habitat
Cette espèce se rencontre dans le Cerrado.

## Description
La carapace du mâle holotype mesure 15,91 mm de long sur 14,52 mm et l'abdomen 17,33 mm de long sur 10,88 mm et la carapace de la femelle paratype 17,22 mm de long sur 15,42 mm et l'abdomen 23,71 mm de long sur 17,82 mm.

## Systématique et taxinomie
Cette espèce a été décrite par Bertani et Motta en 2024.

## Publication originale
- Bertani & Motta, 2024 : « A new species of Vitalius (Araneae: Theraphosidae) from the Brazilian Cerrado. » Zoologia, vol. 41, no e24011, p. 1-8 (texte intégral).